# Justinian Isham (4e baronnet)
Justinian Isham II (11 août 1658 - 13 mai 1730) est le 4e baronnet de Lamport et homme politique, siégeant à la Chambre des communes de façon quasi continue de 1685 jusqu'à sa mort en 1730. Il est doyen de la Chambre de 1729 à 1730.

## Biographie

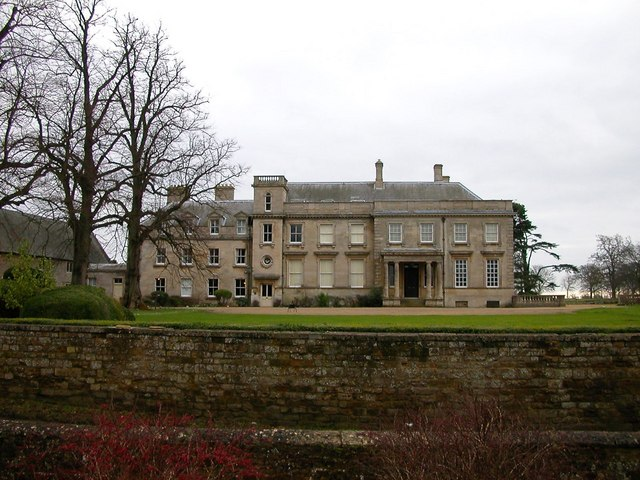
Lamport Hall, Northamptonshire

Justinian Isham II est né le 11 août 1658 de Justinian Isham (2e baronnet) de Lamport, et à son épouse Vere Leigh, fille de Thomas Leigh (1er baron Leigh) de Stoneleigh, Warwickshire. Il fait ses études à Christ Church, Oxford, mais n'obtient pas de diplôme. Étudiant en droit en 1677 à Lincoln's Inn il devient baronnet de Lamport et de Lamport Hall, dans le Northamptonshire, le 26 juillet 1681, après la mort subite de son frère, Thomas Isham (3e baronnet), de la variole.
Il est élu au Parlement de 1685 à 1687, représentant Northampton, mais décide de ne pas se représenter aux élections à la fin de son mandat. Il se présente aux élections deux ans plus tard, en 1689, et remporte un second mandat, mais est battu en 1690 lorsqu'il tente un troisième mandat. Il se présente à nouveau en 1694, cette fois étant élu sans opposition. Il est élu dans la circonscription du comté de Northamptonshire en 1698 et exerce ses fonctions jusqu'à sa mort.
Il meurt le 13 mai 1730 à l'âge de 72 ans et est enterré à Lamport à côté de son épouse qui l'a précédé dans la tombe plusieurs années avant son décès,. Il y a une peinture de lui attribuée à Michael Dahl, accrochée au Lamport Hall, avec une autre de Godfrey Kneller.

## Famille
Sir Justinian se marie le 16 juillet 1683 à Stoke Rochford, dans le Lincolnshire à Elizabeth Turnor (1666-1713), fille unique d'Edmund Turnor (1619-1707) de Stoke Rochford Hall dans le Kent et de son épouse Margaret Harrison (1623-1679), fille de John Harrison (1589-1669). Ils ont plusieurs enfants, dont dix survivent, dont trois fils
- Justinian Isham (5e baronnet) (1687-1737), qui succède à son père en tant que cinquième baronnet de Lamport
- Edmund Isham (6e baronnet) (1690-1772), devenu le 6e baronnet de Lamport à la mort de son frère
- Euseby Isham (1697-1755), devenu vice-chancelier de l'Université d'Oxford.